# Shorea laevis

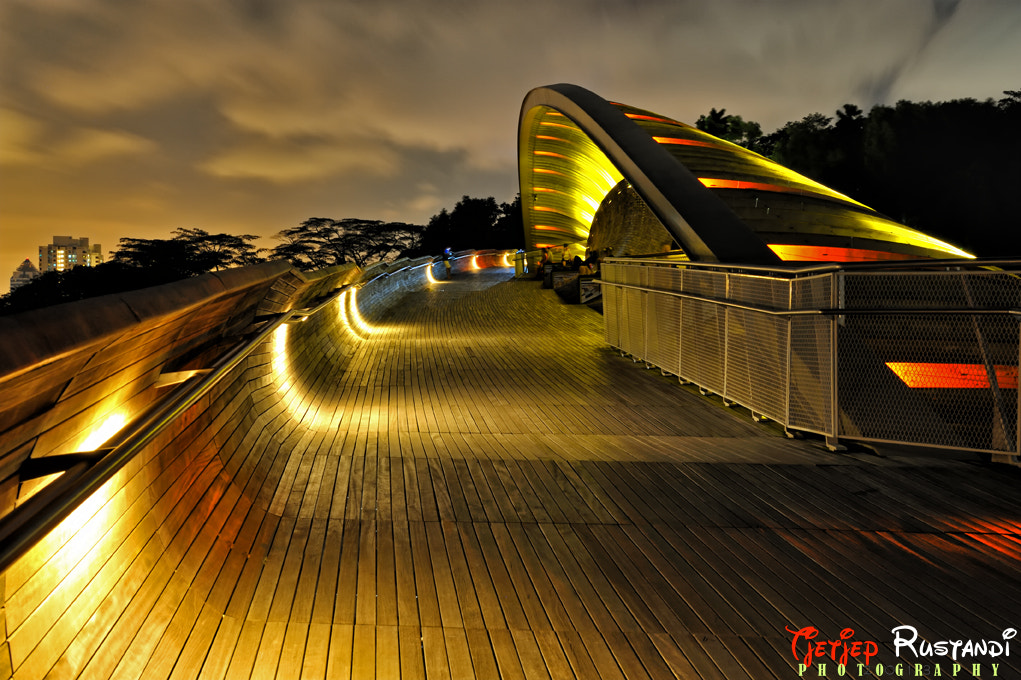
Die 274 Meter lange Fußgängerbrücke, „Henderson Waves“ in Singapur; mit einem Boden komplett aus Yellow Balau

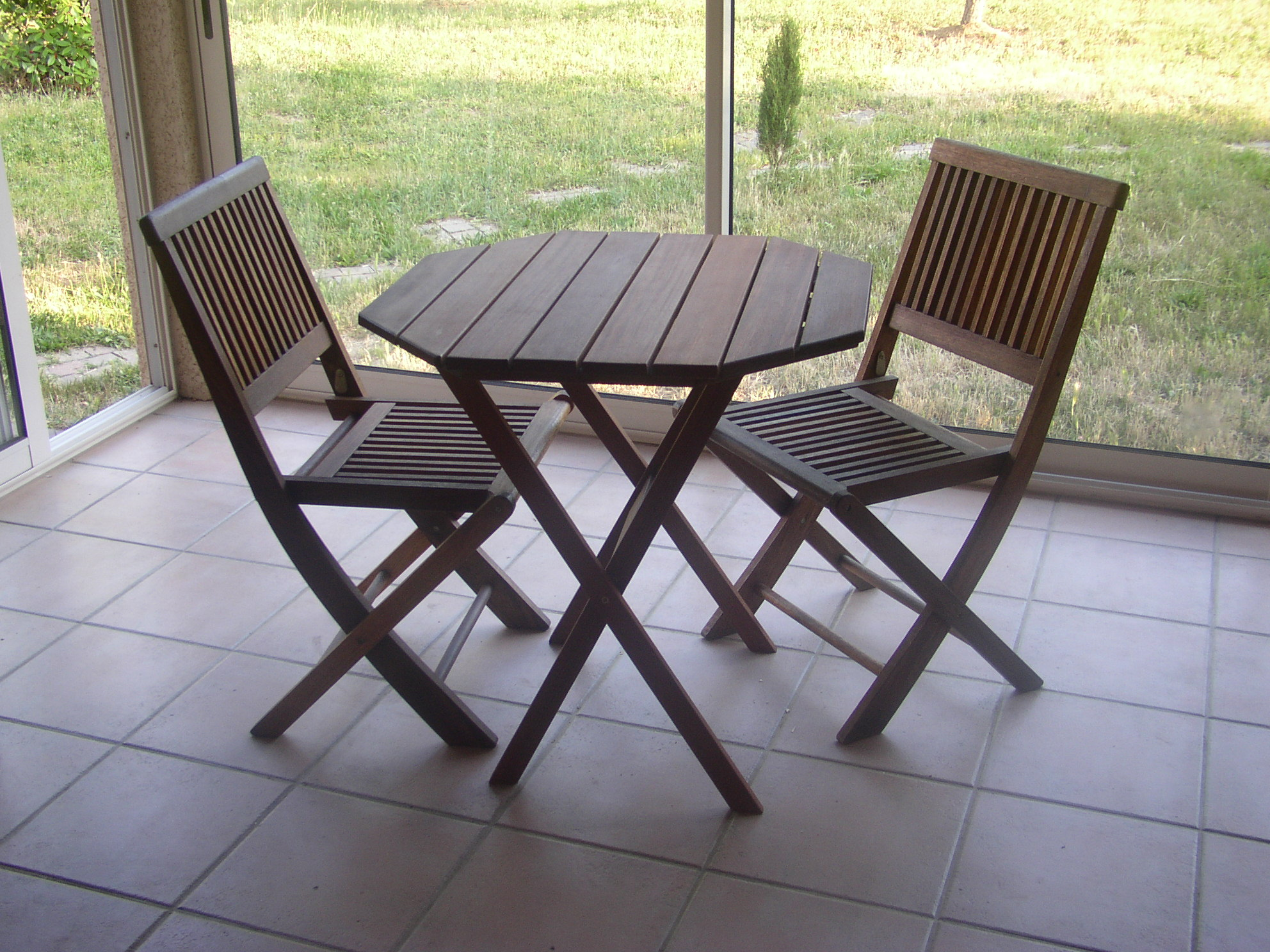
Gartenmöbel aus Yellow Balau

Shorea laevis (Syn.: Hopea laevifolia Parijs, Shorea laevifolia Endert, Shorea rogersiana Raizada & Smithinand) ist eine Pflanzenart in der Familie der Flügelfruchtgewächse (Dipterocarpaceae). Sie kommt in Südostasien im Primärregenwald vor.
Die Handelsnamen für das Holz sind Yellow Balau oder Bangkirai (auch für andere Shorea-Arten) und nicht eindeutig Balau; unter dem Handelsnamen Bangkirai werden z. B. auch die Holzarten Red Balau (Shorea spp.), Keruing (Dipterocarpus spp.), White Seraya (Parashorea, Shorea) und Merawan (Hopea spp.) verkauft. Das Holz ist hart und beständig, weshalb Shorea laevis auch außerhalb ihres natürlichen Verbreitungsgebiets angebaut und international gehandelt wird.

## Merkmale
Shorea laevis wächst als Baum, der eine Wuchshöhe von bis zu 75 Metern und einen Brusthöhendurchmesser von etwa 1,5 Metern erreicht. Es werden Wurzelanläufe oder teils hohe Brettwurzeln gebildet. Die Borke ist braun und leicht rissig sowie leicht abblätternd. Der Baum führt ein Harz (Dammar).
Die wechselständig angeordneten, kurz gestielten Laubblätter sind einfach, kahl und glänzend. Sie sind eiförmig bis elliptisch, leicht ledrig, ganzrandig und zugespitzt sowie bis 6,5–10 Zentimeter lang. Die Nebenblätter sind etwa 8 Millimeter lang.
Die etwa 5 Millimeter großen gelblich-grünen, gestielten Blüten stehen in end- oder achselständigen rispigen Blütenständen zusammen. Die zwittrigen Blüten, mit zwei kleinen, abfallenden Vorblättern, sind radiärsymmetrisch und fünfzählig mit doppelter Blütenhülle. Es sind viele Staubblätter und ein oberständiger, behaarter Fruchtknoten mit einem „Stylopodium“ und kurzem, kahlen Griffel vorhanden. Die teils bärtigen Antheren besitzen ein haariges Anhängsel.
Die etwa 10–15 Millimeter langen, eiförmigen Nussfrüchte besitzen fünf, drei längere und zwei kürzere, etwa 40–65 Millimeter lange Flügel, mit denen sie vom Wind ausgebreitet werden.

### Holz
Das Kernholz erscheint im frischen Zustand gelblich braun bis grünlich, es dunkelt oft zu olivbraun nach. Der Kern ist nicht immer deutlich vom helleren Splintholz abgesetzt. Die Farbe variiert jedoch stark. Die Zuwachszonengrenzen sind nicht ausgeprägt, trockenes Holz ist ohne charakteristischen Geruch. Das farblich wie strukturell überwiegend homogene Holz ist von mittlerer bis grober Textur und hoher Dichte.

## Vorkommen
Das natürliche Verbreitungsgebiet von Shorea laevis umfasst Myanmar, Thailand, die Malaiische Halbinsel, Sumatra und Borneo. Die Bäume wachsen in ungestörtem Primärwald bis in Höhenlagen von etwa 600 Meter auf sandigen oder tonigen Böden. Sie bevorzugen Hänge und Hügelkämme, kommen aber auch auf Schwemmland vor. Shorea laevis wird außerhalb ihres natürlichen Verbreitungsgebiets in Indien, Pakistan, Sri Lanka, Laos, Vietnam, Kambodscha und den Philippinen angebaut.

## Nutzung
Das Yellow Balau-Holz ist schwer und sehr gut wetterbeständig; es trocknet nur langsam und neigt dabei zu Oberflächenrissen. Es besitzt hohe Festigkeitswerte, die um 50 % höher als bei Eiche liegen; deshalb ist es schwer zu bearbeiten. Die Rohdichte (ca. 800–975 kg/m3) ist 20 bis 40 % höher als die der Eiche. Das Kernholz ist sehr beständig gegen Pilze und Insekten. Yellow Balau ist eines der widerstandsfähigsten Hölzer, auch unter tropischen Bedingungen ist es dauerhaft. Die Einstufung der natürlichen Dauerhaftigkeit gegen holzzerstörende Pilze nach EN 350-2 erfolgt in Klasse 2 (dauerhaft). Die Lebenserwartung unter gemäßigten Klimabedingungen beträgt 15 bis 25 Jahre.
Das Holz wird für alle Arten von Bauten verwendet, besonders im Außenbereich wie z. B. für den Brücken- und Wasserbau, gewöhnlich ohne jegliche Imprägnierung. In Indien wird es vorwiegend als Eisenbahnschwellen, in Malaysia als Leitungsmasten, Grubenholz und im Schiffbau, in Europa und anderswo als Konstruktionsholz für den Dock- und Hafenbau, Kaianlagen, Rammpfähle, Terrassenbeläge und Gartenmöbel eingesetzt.
Einige der Handelsnamen lauten: Yellow Balau, Sal (Indien), Balau (Sarawak), Bangkirai, Kumus (Indonesien), Selangan Batu (Sabah), Aek, Ak, Tang, Teng oder Chan (Thailand), Gisok oder Yakal (Philippinen). Balau und Selangan Batu sind also malayische Begriffe. Nicht zu verwechseln ist er mit dem eigentlichen Sal (Shorea robusta).
Das Holz ist nur selten mit FSC-Zertifikat erhältlich. Eine Herkunft aus Raubbau ist nicht auszuschließen.

## Nutzungseigenschaften
Bei der Konstruktion mit Bangkirai sind verschiedene Punkte zu beachten:
- Ganz selten treten Harzgallen auf (schmale Spalte, die mit weißen Kristallen gefüllt sind).
- Rissbildung: Um bei der Lagerung die feine Rissbildung, speziell an den Kopfseiten, so gering wie möglich zu halten, sind diese oft werkseitig mit Wachs gestrichen. Man muss bei der Montage deshalb die Bretter nachschneiden.
- Leichte Oberflächenrisse (sie können durch Bewitterung entstehen) haben keine statischen Auswirkungen.
- Vergrauung: Wie jede andere Holzart, so vergraut auch Bangkirai. Um die anfängliche Farbe zu erhalten, kann man die Oberfläche ölen (siehe Holzschutzmittel).
- Ausbluten: Bei der Verwendung von Bangkirai im Außenbereich kann es zum Auslaufen von Inhaltsstoffen kommen. Umliegende Materialien sollten z. B. durch Folie geschützt werden. Im Balkonbereich sollte man besonders auf das Austreten der Inhaltsstoffe achten. (Verschmutzung der Fassade möglich)
- Gerbstoffe im Bangkirai reagieren mit Eisenmetallen, es bilden sich schwarze Flecken. Durch Edelstahlschrauben kann dies umgangen werden.
- Bangkirai ist zu hart und zu dicht zum Nageln. Auch Schrauben müssen immer vorgebohrt werden. Sägen kann man mit jeder normalen Säge. Die Nutzungszeit der Werkzeuge verringert sich allerdings.
- Beim Hobeln kann es wegen des Wechseldrehwuchses zum Ausreißen kommen.